# Калеро, Мигель
Миге́ль А́нхель Кале́ро Родри́гес (исп. Miguel Ángel Calero Rodríguez; 14 апреля 1971, Хинебра, департамент Валье-дель-Каука — 4 декабря 2012, Мехико) — колумбийский футболист, вратарь. Известен по выступлениям за клубы «Депортиво Кали», «Атлетико Насьональ» и «Пачука», а также сборную Колумбии. Победитель Кубка Америки 2001 года, участник чемпионата мира 1998, многократный участник розыгрышей Кубка Америки.
Был известен своим эпатажным видом: в прошлом всегда выступал в бейсболке, а в последние годы карьеры — в бандане. На спине его игровой номер украшали крылья, которые происходят от его прозвища — Кондор. За клубную карьеру Калеро 4 раза отметился забитыми мячами в ворота соперников.

## Биография

### Клубная карьера

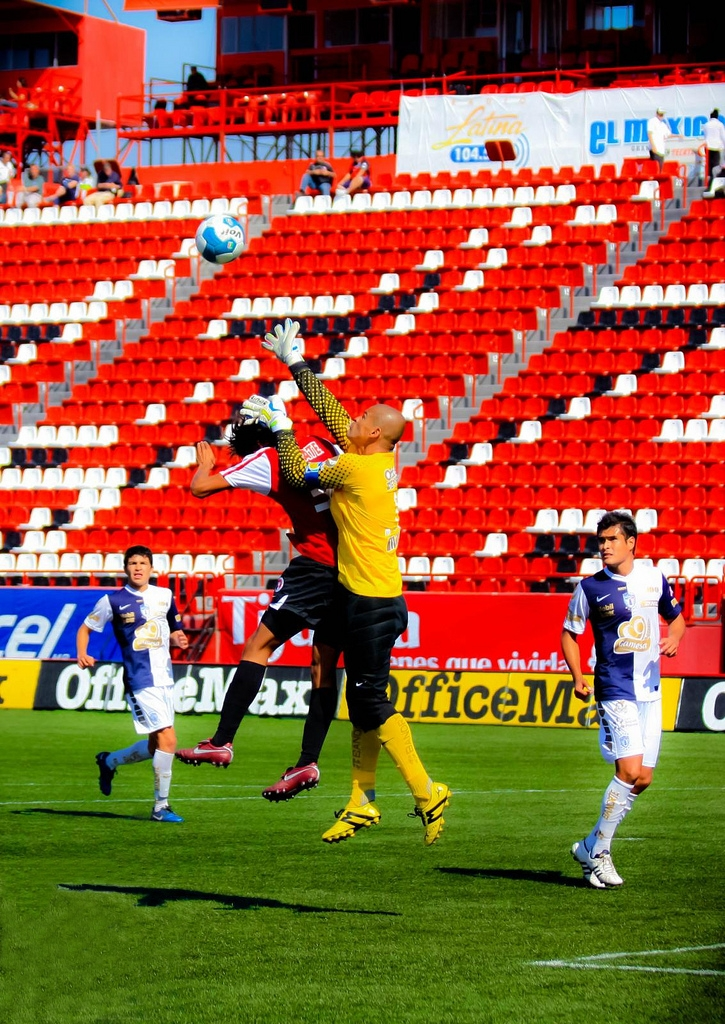
Мигель Калеро в игре против «Тихуаны» в последнем для себя турнире — Апертуре чемпионата Мексики 2011 года

Калеро начал профессиональную карьеру в 1987 году в скромном клубе «Спортинг» из Барранкильи. В 1992 году он перешёл в один из сильнейших клубов Колумбии «Депортиво Кали». Примечательно, что за 5 лет, проведённых в «Депортиво», Калеро сумел дважды отличиться забитыми голами (впоследствии в «Пачуке» он отметится ещё одним забитым голом). Но свою основную работу в воротах он выполнял уверенно, и за него пошла борьба со стороны других ведущих команд страны. В 1998 году он перешёл в «Атлетико Насьональ», клуб, за который некогда выступал Игита и в первый же сезон выиграл международный трофей — Кубок Мерконорте. В 1999 году он выиграл чемпионат Колумбии, второй для себя после титула с «Депортиво» в 1996 году.
В 2000 году Калеро подписал контракт с мексиканской «Пачукой», в которой он впоследствии стал одним из самых легендарных игроков за всю историю. В прошлом довольно скромная команда (хотя и являющаяся старейшей в Мексике) в 1999 году выиграла свой первый чемпионский титул. С приходом Калеро «Пачука» стала одной из самых титулованных команд страны и, безусловно, самой успешной командой Мексики и всей Северной Америки 2000-х годов. Помимо 4 внутренних титулов, «Пачука» выиграла 4 Кубка чемпионов КОНКАКАФ, Североамериканскую Суперлигу, принимала участие в клубном чемпионате мира. В 2006 году «Пачука» стала первой мексиканской/североамериканской командой, которой удалось завоевать престижнейший южноамериканский международный турнир — Южноамериканский кубок.
В одном из своих последних интервью Мигель Калеро объявил о том, что в июне 2010 года завершит карьеру футболиста. Однако последний матч в карьере он провёл за «Пачуку» 23 октября 2011 года.

### Карьера в сборной Колумбии
В 1991 году Калеро был включён в заявку сборной Колумбии на Кубок Америки, однако на турнире он не сыграл, поскольку конкурировать с Рене Игитой в то время не представлялось возможным. Вообще, в 1980—1990-е годы вратарская школа Колумбии была одной из лучших в мире, подарив целую россыпь талантливых голкиперов мирового уровня. В 1992 году Калеро принял участие в Олимпийском футбольном турнире.
В 1995 году на Кубке Америки Калеро также пребывал в тени Игиты. Лишь в 1997 году он дебютировал на главном континентальном турнире, сыграв два из трёх матчей группового этапа, но и здесь всё происходило на фоне жесточайшей конкуренции с Фаридом Мондрагоном, защищавшим ворота сборной в первом матче группы и в 1/4 финала.
В 2001 году место основного вратаря сборной уже было закреплено за суперзвездой «Боки Хуниорс» Оскаром Кордобой. Оскар отыграл на ноль первые два матча группового турнира, а в третьем матче против Чили сыграл уже Калеро. Чилийцы могли обойти хозяев первенства, однако Калеро не подвёл национальную команду, оставив ворота сухими, а точные удары Аристисабаля и Арриаги позволили Колумбии достичь 100-процентного результата в первой стадии турнира. В плей-офф ворота вновь защищал Оскар Кордоба. Таким образом, Калеро, отыграв один матч Кубка Америки 2001 года, также внёс свой вклад в итоговую победу.
На свой последний международный турнир Калеро ехал в качестве капитана сборной Колумбии. Он защищал ворота в двух неудачных матчах своей команды против Парагвая (поражение 0:5) и Аргентины (поражение 2:4), после чего место в воротах занял Робинсон Сапата. Несмотря на победу (1:0) над откровенно слабой сборной США, Колумбия не сумела опередить две другие команды, занявшие в своих группах третьи места и вылетела из турнира. Калеро объявил о завершении карьеры в сборной, однако он ещё несколько раз вызвался в расположение национальной команды — в последний раз в феврале 2009 года.

### Смерть
25 ноября 2012 года Калеро был доставлен в госпиталь в Пачуке с диагнозом тромбоз правой сонной артерии. После этого бывшего спортсмена перевезли в Мехико. Врачи боролись за жизнь Калеро больше недели, но в понедельник, 3 декабря, произошёл второй тромбоз и, спустя 12 часов, уже 4 декабря врачи диагностировали смерть головного мозга.
Первый финальный матч Южноамериканского кубка 2012 между «Тигре» и «Сан-Паулу» начался с минуты молчания в память о Мигеле Калеро, чья игра помогла «Пачуке» выиграть этот трофей в 2006 году.
Прощание с бывшим вратарём состоялось на стадионе «Пачуки» Идальго. Мигелю Калеро воздвигнут памятник рядом со стадионом. Номер 1 навсегда закреплён за Калеро. В честь него названа школа вратарей клуба.

## Достижения
- Чемпион Мексики (4): 2001 (Зима), 2003 (Апертура), 2006 (Клаусура), 2007 (К)
- Чемпион Колумбии (2): 1995/96, 1999
- Победитель Южноамериканского кубка (1): 2006
- Победитель Кубка Мерконорте (1): 1998
- Победитель Лиги/Кубка чемпионов КОНКАКАФ (4): 2002, 2007, 2008, 2010
- Победитель Североамериканской суперлиги (1): 2007
- Победитель Кубка Америки: 2001